# Архиепархия Мерауке
Архиепархия Мерауке (лат. Archidioecesis Meraukensis) — архиепархия Римско-Католической церкви с центром в городе Мерауке, Индонезия. В митрополию Мерауке входят епархии Агатса, Джаяпуры, Маноквари-Соронга, Тимики. Кафедральным собором архиепархии Мерауке является церковь святого Франциска Ксаверия в городе Мерауке.

## История
24 июня 1950 года Римский папа Пий XII издал буллу Ad Evangelii, которой учредил апостольский викариат Мерауке, выделив его из апостольского викариата Амбона (сегодня — Епархия Амбоины).
15 ноября 1966 года Римский папа Павел VI издал буллу Pro suscepto, которой преобразовал апостольский викариат Мерауке в архиепархию.
29 мая 1969 года архиепархия Мерауке передала часть своей территории для возведения новой епархии Агатса.

## Ординарии епархии
- архиепископ Герман Тиллеманс MSC[1](25.06.1950 — 26.06.1972);
- архиепископ Якобус Дёйвенворде MSC (26.06.1972 — 30.04.2004);
- архиепископ Николай Ади Сепутра MSC (7.04.2004 — по настоящее время).

## Источник
- Annuario Pontificio, Libreria Editrice Vaticana, Città del Vaticano, 2003, ISBN 88-209-7422-3
- Булла Ad Evangelii Архивная копия от 3 марта 2016 на Wayback Machine, AAS 43 (1951), стр. 61  (лат.)
- Булла Pro suscepto Архивная копия от 3 февраля 2014 на Wayback Machine  (лат.)